# 森夏子
森 夏子（もり なつこ、1971年7月29日 - ）は関西を中心に活動中のDJ。兵庫県神戸市出身。血液型・O型。身長・160cm。

## 来歴・人物
同志社女子大学学芸学部英文学科卒業。同学在学中に体育会ラクロス部を創部。日本ラクロス協会の公認審判員2級資格を持ち、実際に試合で審判員を務めたこともある。
その後、食品メーカーの営業職、真珠会社勤務を経て、27歳の時にFM COCOLOの「POWER REQUEST」でDJデビュー。
趣味は食べ歩き、お風呂屋さんめぐり、ジャイロトニック。特技はラクロス、水泳。

## 出演番組（2023年1月現在）
- ONE FINE DAY（α-STATION、金 11:00 - 15:00、 2021年4月 -）

## 過去のおもな担当番組
- Kiss Sunday Splash(Kiss-FM KOBE)
- Kiss MORNINGBIX FRIDAY(Kiss-FM KOBE)
- KOBE TEEN'S COMMNITY HO'VID PARK（Kiss-FM KOBE）
- Euro Top 40(FM COCOLO)
- SATURDAY SPORTS BAR（エフエム大阪、土 18:00-20:00、～2009年9月26日）
- SUNNYSIDE BALCONY（α-STATION、金 11:00-16:00、2003年1月 - 2015年3月）
- FUNATSURU KYOTO KAMOGAWA RESORT presents 『KYOTO NATION』（α-STATION、火 21:00-22:00、2010年4月 - 2013年3月）
- SPURT! FRIDAY（α-STATION、金 10:00 - 16:00、2015年4月 - 2016年3月）
  - 西田育弘とのダブルDJ。番組スタート当初は全編にわたって2人が担当していたが、2015年6, 7月は外国人向けフリーペーパー"ENJOY KYOTO"のタイアップ放送に伴いメインDJに。タイアップ終了後の同年8月以降は、番組内で森担当パートと西田担当パートがあった。
- KYOTO AIR LOUNGE（α-STATION、水・木 16:00 - 18:00[1]、 2016年1月 - 2021年3月）

など